# 彰銀捲款案
彰銀捲款案，為台灣發生於2005年的經濟犯罪事件。

## 事件
2005年10至12月間，位於臺北縣新店市的彰化銀行吉成分行理財專員田國雄，利用職務轉移盜領客戶資金新台幣6千多萬元。
三十六歲的田國雄，在該分行內主持針對富裕階層客戶的財富管理業務，利用替熟悉客戶保管印鑑的機會，以客戶名義在吉成分行另外開一戶頭。且利用內部關係與銀行內控失查漏洞取得主管的帳號、密碼，等於同時手握客戶端、業務端、主管端三方授信憑證於一人之手，遂開始設計五鬼搬運的詐欺案。他先利用客戶印鑑盜賣客戶原帳戶裡投資的共同基金，所得錢款匯到他幫客戶開立的假帳戶，再逐日一點一點轉出到自己開在其他銀行的五個帳戶中。長達兩個月的作案期間，客戶原有新台幣9000多萬元淨值最後只剩新台幣500萬元，其中新台幣2500萬元為他不顧行情與合約贖回盜賣基金的市場損失，個人實得利益則為新台幣6000多萬元。
2005年12月21日，田國雄捲款潛逃出境，從此音訊全無；彰銀此時才發覺有異，主動報案，展開調查。
其實，彰銀總行信託部還要檢討，當初急就章，急著把交易系統【中菲AS400】權限下放分行。只透過2小時的講習，就讓行員把3組系統密碼，帶回分行端直接上陣。根本沒有透過再測試，建立完好的防火牆之前，急於業務的無縫接軌。同時，也沒有恪守【前台後台分治的內控】原則。

## 官方態度
2006年2月金管會調查後作出結論，彰銀內控疏失重大，且當初金融界因應高資產客戶需求，財富管理成為各銀行重點業務的潮流行成後，金管會就於2005年初完成《財富管理業務應注意事項》與《銀行對非財富管理部門客戶銷售金融商品應注意事項》等法規，已經三令五申要求各銀行必須成立專屬部門加強內控機制、由專人來服務高資產客戶；但是彰銀依然輕忽高資產業務的潛藏弊端，疏忽職守。
另外此案疑點尚有：依現行規定，必須客戶本人親自持雙證件才能開戶，為何田國雄只有客戶印鑑與資料就可以替客戶另外開假帳戶？可見彰銀除財富管理業務弊端甚多外，一般銀行業務也有內控瑕疵。
2006年2月9日，彰銀遭金管會依中華民國《銀行法》第129條核處罰鍰上限新台幣一千萬元與命令解除田國雄職務，彰銀吉成分行也遭停止賣基金、連動債等金錢信託業務。金管會發言人林忠正說明核處新台幣一千萬元罰鍰的原因：「這個弊端屬於重大舞弊案，希望藉此讓各銀行業引以為鑑。」

## 後續
2008年3月，田國雄妻子以丈夫犯重罪潛逃長期不履行同居義務，且本身在事發後遭到社會與親友歧視精神遭受莫大痛苦，向法院訴請離婚並獲准；至於田國雄至今仍未落網。